# Chanelle Scheepers
Chanelle Scheepers (Pretória, 13 de Março de 1984) é uma ex-tenista profissional sul-africana. Seu melhor ranqueamento na WTA foi 37ª em simples e 42ª em duplas e o melhor desempenho em Grand Slam foi chegas à semifinal de 2013 em Wimbledon, em duplas.
Anunciou aposentadoria em abril de 2015. Seu último jogo pelo WTA de Charleston: perdeu na segunda fase para Andrea Petkovic. Após o fim da carreira como jogadora, passou a treinar a tenista norte-americana Alison Riske.

## WTA Tour finais

### Simples: 2 (1 título, 1 vice)
| Campeã                                       |
| -------------------------------------------- |
| Grand Slam (0–0)                             |
| WTA Tour Championships (0–0)                 |
| Tier I / Premier Mandatory & Premier 5 (0–0) |
| Tier II / Premier (0–0)                      |
| Tier III, IV & V / International (1–1)       |

| Resultado | N. | Data             | Campeonato                                             | Piso   | Oponente             | Placar        |
| --------- | -- | ---------------- | ------------------------------------------------------ | ------ | -------------------- | ------------- |
| Campeã    | 1. | 24 Setembro 2011 | Guangzhou International Women's Open, Guangzhou, China | Duro   | Magdaléna Rybáriková | 6–2, 6–2      |
| Vice      | 1. | 20 Julho 2014    | Swedish Open, Båstad, Suécia                           | Saibro | Mona Barthel         | 3–6, 6–7(3–7) |

### Duplas: 5 (1 título, 4 vices)
| Legenda                                      |
| -------------------------------------------- |
| Grand Slam (0–0)                             |
| WTA Tour (0–0)                               |
| Tier I / Premier Mandatory & Premier 5 (0–0) |
| Tier II / Premier (0–0)                      |
| Tier III, IV & V / International (1–4)       |

| Resultado | N. | Data              | Torneio                                          | Piso   | Parceira          | Oponentes                         | Placar            |
| --------- | -- | ----------------- | ------------------------------------------------ | ------ | ----------------- | --------------------------------- | ----------------- |
| Vice      | 1. | 18 Outubro 2009   | HP Open, Osaka, Japão                            | Duro   | Abigail Spears    | Lisa Raymond Chuang Chia-jung     | 2–6, 4–6          |
| Vice      | 2. | 3 Agosto 2012     | Citi Open, Washington, D.C., EUA                 | Duro   | Irina Falconi     | Shuko Aoyama Chang Kai-chen       | 5-7, 2-6          |
| Campeã    | 1. | 25 Maio 2013      | Internationaux de Strasbourg, Strasbourg, França | Saibro | Kimiko Date-Krumm | Cara Black Marina Erakovic        | 6-4, 3-4, [14-12] |
| Vice      | 3. | 22 Fevereiro 2014 | Rio Open, Rio de Janeiro, Brasil                 | Saibro | Johanna Larsson   | Irina-Camelia Begu María Irigoyen | 2-6, 0-6          |
| Vice      | 4. | 12 Abril 2014     | Copa Colsanitas, Bogotà, Colômbia                | Saibro | Vania King        | Lara Arruabarrena Caroline Garcia | 6–7(5–7), 4–6     |

## Grand Slam Performance em Simples
| Grand Slam       |     |     |     |     |     |     |     |     |     |     |     |     |        |       |
| Australian Open  | LQ  | A   | LQ  | A   | A   | A   | 1R  | LQ  | 3R  | 1R  | 1R  | 1R  | 0 / 5  | 2–5   |
| Aberto da França | LQ  | A   | LQ  | A   | A   | LQ  | 1R  | 4R  | 2R  | 2R  | 1R  | 1R  | 0 / 6  | 5–6   |
| Wimbledon        | LQ  | A   | LQ  | A   | A   | A   | LQ  | 1R  | 1R  | 1R  | 1R  | 2R  | 0 / 5  | 1–5   |
| US Open          | LQ  | A   | LQ  | A   | LQ  | LQ  | LQ  | 1R  | 3R  | 1R  | 2R  | 1R  | 0 / 5  | 3–5   |
| V-D              | 0–0 | 0–0 | 0–0 | 0–0 | 0–0 | 0–0 | 0–2 | 3–3 | 5–4 | 1–4 | 1–4 | 1–4 | 0 / 21 | 11–21 |